# Macedonio Melloni
Macedonio Melloni (født 11. april 1798 i Parma, død 11. august 1854 i nærheden af Napoli) var en italiensk fysiker.
Fra 1824 var Melloni professor i fysik ved universitetet i Parma, indtil han på grund af sin deltagelse i revolutionen 1831 måtte forlade landet. Han levede nu dels i Genève, dels i Paris, sysselsat med videnskabelige arbejder, indtil Arago og Humboldt udvirkede, at han kunde vende tilbage til Italien 1839. Her blev han direktør for konservatoriet for kunstindustri i Napoli og bestyrer af observatoriet på Vesuv, men tabte sine stillinger ved revolutionen 1848 og levede derefter som privatmand til sin død.
Melloni har især foretaget undersøgelser af varmestråling og naaede ved anvendelse af termosøjler i forbindelse med galvanometer resultater, der var betydningsfulde for sin tid. Han har undersøgt stoffernes evne til at lade varmestråler trænge igennem sig og strålernes svækkelse ved gennemgangen, og han er den første, der har påvist varmestraaling fra månen.